# Операція «Маріта»
Опера́ція «Марі́та» (нім. Unternehmen Marita) — операція німецьких військ з захоплення Греції в 1941 році. Битва за Грецію — це продовження Італо-грецької війни, розпочатої восени 1940 р. 28 жовтня 1940 р. Італійське королівство вторглось в Грецію з Албанії, яку вона вже займала з квітня 1939 р. Однак грецька армія довела, що вона може протистояти агресії і контратакувала, змушуючи італійську армію відступати. Близько середини грудня греки, в свою чергу, займають чверть території італійської Албанії. У березні 1941 року новий італійський наступ зазнав невдачі, закінчивши італійські претензії в Греції та змусивши Німеччину втрутитися, щоб допомогти своєму союзнику.
6 квітня 1941 року Німеччина вторгнулася в Грецію з Болгарії, щоб забезпечити свій південний фронт. Грецька армія, значно менша за кількістю та обладнанням, здається. Афіни впали 27 квітня 1941 року, тоді як Співдружності вдалося евакуювати майже 50 000 чоловіків. Битва при Греції закінчилася 28 квітня 1941 року з падінням Каламата. Наприкінці битви при Греції країна була розділена на три окупаційні зони між німцями, болгарами та італійцями, до виведення італійських військ у 1943 році та відступу німців у жовтні 1944 року.
Битва за Грецію вважається певними істориками вирішальною в ході Другої світової війни, оскільки вторгнення в Грецію затримало вторгнення Німеччини в СРСР і змістило його з весни на середину літа, що надалі завело війну в зиму. Опір грецьких солдатів визнавали як союзники, так і німці.

## Передумови
28 жовтня 1940 року фашистська Італія оголосила війну Греції. Стратегічним плацдармом для нападу на країну була окупована ще в 1939 році Албанія. Наступ на Грецію вели італійські дивізії «Тосканські вовки», «Феррарські геркулеси», «Напівбоги з Італії», «Червоні дияволи з П'ємонту». Війна розвивалася невдало для Муссоліні - 5 листопада 1940 р. грецька армія завдала поразки італійській армії і витіснила її на територію Албанії. Муссоліні звернувся до Гітлера по допомогу у війні проти Греції. Італія отримала допомогу від Німеччини в обмін на військову присутність Німеччини у східній частині Середземного моря (це був для Гітлера найближчий шлях в Індію).
Англійське командування з воєнних баз в Єгипті в листопаді 1940 р. активізувало бойові дії проти італійського флоту. 11 листопада 20 англійських бомбардувальників завдали серйозного удару по італійському флоту, що перебував в бухті Таранто. З цих пір Англія змогла вільно проводити свої конвої через усе Середземне море.
У Німеччині були завчасно розроблені (в жовтні 1940 р. генералом Гальдером) плани оволодіння Балканами. Німецькі агенти проникли в державний апарат Югославії, а воєнна розвідка діяла на усій території Югославії. До того ж німецька національна меншина в Югославії створила свої штурмові загони типу (СА) для захисту своїх поселень у разі війни.

### Греція в 1940 році

#### Політичний контекст
Грецьке політичне життя міжвоєнного періоду було хаотичним. Під час Першої світової війни Греція під поштовхом Елефтеріоса Венізелоса приєдналася до табору союзників, тоді як король Греції Костянтин I, зять німецького імператора Вільгельма II, був скоріше германофілом. Це згуртування дозволило Греції  потрапити до табору переможців у конфлікті та оговтатися від захоплення Болгарією Західної Фракії та узбережжя Егейського узбережжя навколо Олександріполя у недавніх Балканських війнах. У 1920 р. Севрська угода, що приписує їй, на шкоду Туреччині, Східну Фракію, острови Імброса та Тенедоса та регіон Смірна. Тільки Епір, наданий Албанії, рятується від неї.
Але в 1921 році Греція вступила у війну проти Туреччини, і конфлікт стає катастрофою для Греції. Поразка змушує короля Костянтина до вигнання, в той час як Греція втрачає всі свої території в Малій Азії та частину Фракії, глава уряду та начальник штабу армії вважаються винними у цій поразці під час процесу Шести та страчені. Крім того, Лозаннський договір призводить до обміну населенням між двома країнами: 1300 000 греків з Малої Азії репатрійовані до Греції. Цей приплив населення для країни, яка має лише 4,5 мільйона жителів, закінчується серйозною економічною кризою та політичною нестабільністю.
Після невдачі комуністів захопити владу в листопаді 1923 року Венізелос відновив владу, а король Жорж II зрікається влади. Але молода грецька Республіка пережила цілу низку криз, і до 1935 року не менше п'ятнадцяти урядів змінюють один одного до 1935 року, року скасування Республіки Георгіосом Кондлісом та повернення Жоржа II. У 1936 році Метакс Іоанніс, відомий своїм антикомунізмом та антипарламентаризмом був покликаний до влади королем. Він встановлює диктатуру, яка закінчує десять років політичної нестабільності. Він скасував Конституцію, розпустив парламент, заборонив політичні партії і підносить грецьку велич.

#### Економічний контекст
Греція в 1940 році — сільська країна, із заборгованістю та економічно залежна. Можна вважати, що це майже британський протекторат, настільки політична, економічна та фінансова роль Великобританії є великою. У 1940 році ВНП на душу населення становив 61 долар, тобто приблизно в дев'ять разів менше, ніж 560 доларів на душу населення Великобританії · . Стан бідності країни зробив, що 40 % населення живе за межею бідності, відповідно до державних стандартів, через її погану дієту та наявність ендемічних захворювань, таких як туберкульоз (майже 15 000 нових випадків щороку) та малярія (Греція споживає 5 % хіни, що продається в усьому світі).
З 7 344 000 жителів країни майже 5 мільйонів — це селяни. Існують також сильні контрасти між трьома основними містами та рештою країни. Афіни, Салоніки та Патрас знають промисловість, електроенергію та трамвай, але в горах, які становлять 70 % території, села не мають основних послуг, таких як школи, дороги або поштові відділення. Третина населення неграмотна, а половина не закінчує чотири роки обов'язкової освіти.
Греція сильно постраждала від економічної кризи 1930-х років. Більшість експорту країни (71,5 %) надходить з трьох продуктів: тютюну (50 % експорту), родзинок та оливкової олії, звідки крихкість країни перед обличчям глобальної кризи 1930-х років, яка в першу чергу вплинула на ці напівлюксові товари. Починаючи з 1932 року, вона оголосила себе нездатною відшкодувати проценти від свого боргу, 70 % якого належить Великобританії. Німеччина, яка купує в Греції набагато більше, ніж продає використовує ці обставини, щоб укласти торгові угоди з Грецією, імпортуючи тютюн замість промислових продуктів, потім військової техніки, що провокує протести Британії проти уряду, що вважається германофільним. Дійсно, прем'єр-міністр та диктатор фашистського типу, Іоанніс Метакс, професійний солдат, навчався в Німеччині; його вважали настільки пронімецьким, що після політичної кризи Етнікоса Дікхасмоса («Національний розкол») 1915—1916 рр. він був засланий одночасно з королем.

#### Зовнішні загрози
Греція усвідомлює, що її сусіди загрожують її суверенітету. Якщо з моменту проголошення республіки в 1924 р. дипломатія зменшила напругу з Югославією та Туреччиною і гарантувала кордони Греції, залишається болгарська небезпека. Болгарія шкодувала про час великої Болгарії, яку встановлював договір Сан-Стефано, Західна Фракія, болгарська з 1913 по 1918 рр. та східна Македонія, яку вона окупувала під час Першої світової війни. З 1936 році Іоанніс Метаксас, який побачив у цьому сусіді найнебезпечнішого ворога, побудовав лінію Метаксаса, укріплену лінію вздовж кордону з Болгарією, натхненну лінією Мажіно. Але Метаксас змушений визнати, що Муссоліні став пріоритетним ворогом. Грецькі та італійські імперіалізми вже виступили проти першої світової війни в Албанії та Малій Азії; і бомбардування Корфу у вересні 1923 року показало, що спірні питання не були закриті. Італійські претензії уточнюються під час вторгнення в Албанію Італією в квітні 1939 року. Італія потім побудовала на півдні Албанії аеропорт та дороги, спрямовані на Грецію.

### Італійське вторгнення і грецька контратака
Італо-Грецька війна розпочалася 28 жовтня 1940 року, коли італійський посол у Греції Емануеле Грацці представляє ультиматум грецькому прем'єр-міністру, Іоаннісу Метаксасу. Муссоліні вимагає вільного проходження своїх військ, щоб зайняти не визначені стратегічні місця на грецькій території. Метаксас відкидає ультиматум, факт, що відзначається з тих пір як день Охі. Італія вторлагся в Грецію з Албанії ще до кінця ультиматуму.
Італійці перетинають річку Каламас і прямують до Іоанніни, але їх швидко витіснили, перш ніж переслідувані грецькою армією, спочатку в самій Греції, потім на Албанській території. Після трьох тижнів наступу грецька територія звільнена, і контратака триває. Це успішно здійснюється греками, італійські підкріплення мали мало ефекту. Корсте, найбільше місто в Албанії, займається греками 13 листопада, Поградек та Аргірокастро 4 грудня, Хімаре 24 та Кельціре 10 січня.

### Другий італійський наступ
Після тижнів невдалої боротьби взимку 1940—1941 рр. Італія розпочала другий наступ 9 березня 1941 р. Незважаючи на чисельну перевагу італійської армії наступ знову зазнає невдачі, через тиждень Мусоліні припиняє другий наступ. Через дванадцять днів він залишає Албанію і дозволяє Німеччині втрутитися. Після шести місяців боротьби проти Італії грецька армія, хоч і переможна, виснажена і не може протистояти можливому німецькому вторгненню. Крім того, більша частина армії зосереджена в Албанії і не може ефективно боротися проти нового вторгнення.

## Гітлер вирішує вторгнутися в Грецію
Гітлер не планував вторгнення у Грецію, перш ніж атакувати Радянський Союз. Дійсно, він, принаймні частково, пов'язує поразку сил Центральної Європи під час Першої світової війни з їх прив'язаністю до Балканів. Однак йому важко відмовитися від свого італійського союзника, ставшого у лютому 1941 р сателітом Рейху. Крім того, британська присутність у Греції — це те, що найбільше стосується фюрера, оскільки вона становить у своїх проектах до Радянського Союзу, загрозу на його південному фланзі — зокрема щодо румунських нафтових полів. Таким чином, політичні та військові лідери Рейху хочуть витіснити англійців з грецької території, і вони готують в цій перспективі, усі можливі рішення: дипломатія та війна. У листопаді 1940 р. Глава Абверу Вільгельм Канаріс зустрівся з грецьким послом у Німеччині, адміралом Аргіропулосом і запропонував йому німецьке посередництво в конфлікті з Італією. Берлін запровадив би припинення вогню та ввів би війська між воюючими сторонами, Греція збереже завойовані албанські території. В обмін, Афіни зобов'язані змусити британські війська, розміщені в Греції, евакуюватися з країни. Ця ж пропозиція робиться послом Німеччини в Афінах грецькому міністру внутрішніх справ. В обох випадках Греція не відповідає, вважаючи за краще, щоб пропозиції були зроблені офіційним дипломатичним шляхом, щоб надати їм більше ваги.
Гітлер також паралельно вирішує підготувати військове втручання. 4 листопада 1940 року, через сім днів після початку вторгнення в Грецію Італією, він попросив свій генеральний штаб підготувати вторгнення на півночі Греції з Румунії, проходячи через Болгарію. Він планує позбавити Велику Британію всіх її баз у Середземномор'ї, саме тому вторгнення в Грецію є частиною більшого плану, включаючи окупацію Гібралтару та Північної Африки. Станом на 12 листопада Директива № 18 запланувала одночасні операції проти Гібралтару та Греції на січень 1941.
У грудні 1940 року німецькі плани були змінені, коли Франко відхилив ідею нападу на Гібралтар. Отже, Німеччина звертається лише до Греції. Але, щоб вторгнутися в Грецію, Гітлер повинен заздалегідь отримати згоду Бориса III Болгарії, а також Радянського Союзу, який вважає Болгарію частиною своєї сфери впливу. 12 листопада Гітлер зустрів Молотова, щоб отримати його згоду, яку Молотов не дає. 18 листопада було прийнято короля Бориса, щоб обговорити можливість німецько-болгарського наступу на Грецію. Усвідомлюючи прихильність болгарського народу до Росії, Борис відмовляється від пропозиції Гітлера підписати тристоронній пакт, вважаючи за краще почекати день перед операціями, щоб це зробити. 28 листопада Гітлер розпочав переговори з міністром закордонних справ Югославії. Він пропонує йому вихідний рубіж на Егейському морі з містом Салоніки в обмін на підписання німецько-італійського-югославського безагресійного пакту . 13 грудня 1940 р. Гітлер підписує Директиву № 20, яка встановлює методи вторгнення в Грецію, за п'ять днів до підписання плану Барбаросса. План передбачає, що в березні 1941 року, коли погода буде сприятливою, німецькі війська вторгнуться на північне узбережжя Егейського моря і, якщо це необхідно, у всю країну. 5 січня 1941 року в Румунії скупчується близько 80 000 німецьких солдатів.

## Британська допомога і дипломатичні угоди
У 1939 році Сполучене Королівство гарантувало військову допомогу Греції, якщо її територіальна цілісність під загрозою. Основний інтерес Великобританії полягає в тому, щоб Крит не потрапив в руки противника. Острів дійсно вважається природним захистом Єгипту (і як наслідок Суецького каналу та Індії). Те, як греки відкинули італійців надихає британську громадську думку, а прем'єр-міністр Вінстон Черчілль вважає, що було б нечесно не прийти їм на поміч. Таким чином, у листопаді 1940 р. п'ять ескадрилій ВПС Королівських військово-повітряних сил (винищувачі та легкі бомбардувальники) під командуванням Джона Д'Албіка були відправлені на допомогу грецьким ВВС. У той же час британські війська займають Крит за згодою грецького уряду з 3 листопада, щоб звільнити 5-й грецьку дивізію Криту та мати можливість відправити її на албанський фронт.
Раніше піднімалися голоси серед британських офіцерів проти зобов'язань військ у Греції, які вже обмежені в Північній Африці. Зі свого боку, греки бояться провокувати німців, зосереджуючи війська на кордоні, але вирішують протистояти вторгненню, якщо воно відбудеться. У січні 1941 року, під час зустрічі з головнокомандувачем британських армій на Близькому Сході Арчібальдом Вавеллом, головнокомандувач грецьких армій, Олександрос Папагос попросив посилення дев'ятьма дивізіями, щоб поставити їх на греко-болгарському кордоні. Коли Вавел відповідає, що він може запропонувати лише дві-три дивізії, пропозиція відхиляється, оскільки вважається неадекватною; це лише прискорило б втручання Німеччини · . Черчілль сподівається відтворити балканський фронт Першої світової війни завдяки участі Югославії та Туреччини та відправляє Ентоні Едена та Джона Діла у регіон для переговорів. Тоді ідея полягає в тому, щоб забезпечити Греції достатню допомогу, щоб підтриматити її у війні, але, не даючи занадто багато військ, що захищають Єгипет. Крім того, грецький фронт є продовженням конфлікту і в кінцевому підсумку зобов'язав Гітлера зняти війська, а тому послабити інші театри операцій.
Рішення про відправлення військ Співдружності до Греції було прийнято 22 лютого 1941 р. Під час зустрічі в королівському палаці Татоя Ентоні Еден оголошує, що Великобританія готується відправити 100 000 чоловіків, 142 танки, кілька сотень гармат та п'ять нових винищувальних ескадр, ледве достатньо військ, щоб протистояти німецьким військам, які продовжують накопичуватися у Румунії : 23 дивізії та 500 літаків. Болгарія приєдналася до Осі 1 березня 1941 року. Тоді коли німецькі війська перетинають Дунай, вторгнення стає неминучим. 58 000 британців, австралійців та новозеландців були відправлені до Греції в березні 1941 р під час операції Глянець, що складається з 6-ї австралійської дивізії, 2-ї ново-зеландської дивізії та 1-ї британської танкової бригади, відомі як сила «W», оскільки під командуванням генерала Генрі Мейтленда Вілсона. Спочатку постраждала в Греції, незалежна польська карпатська бригада та 7-а австралійська дивізія підтримуються в Африці Вавелем через наступ Ервіна Роммеля в Сіренаку.
Крім того, ця підтримка, що надається Греції, не уникає радянської дипломатії, яка в січні 1941 року запропонувала дипломатичний союз з Великобританією, що задіяна в Греції, та Туреччиною, чиї керівники знають, що їхні країни можуть бути захоплені Рейхом.
Ентоні Еден не зміг переконати Туреччину вийти зі свого нейтралітету, тоді як Югославія, під німецьким тиском, вагається, поки вона не приєднується до Осі 25 березня. 27 березня стається переворот, підтриманий сербами, але занадто пізно, щоб дозволити створення альянсу, про який мріяв Черчілль.

## Військові приготування

### Топографія
Щоб увійти на північ Греції, німці повинні перетнути масив Родопес, де лише кілька проходів і кілька долин дозволяють перехід армії. Дві дороги дозволяють вторгнення: одна на захід від Кюстенділа, уздовж болгаро-югославського кордону; друга через долину Струма, на півдні. Дуже круті гірські дороги, з багатьма зигзагами не можуть вмістити прохід найбільших транспортних засобів, поки інженерні війська не розширюють їх. Тільки піхота та тварини можуть рухатися вперед поза дорогами. Грецькі укріплення вздовж кордону з Болгарією дуже добре підходять для цієї важкої місцевості, і система оборони охоплює кілька існуючих доріг.
Вздовж кордону з Югославією, ще один гірський хребет стоїть лише з двома проходами, що дозволяють проходити військам: один, що йде від Монастру до Флоріни, другий уздовж Вардара. Окрім цих проходів, німці будуть змушені перетнути багато гір, що перешкоджають доступ до внутрішньої частини країни. Далі на захід піднімаються гори Пінде, простягаючись від Албанії до грецької території, тоді як Олімп і ланцюг Термопіл захаращують східну частину півострова.
Нарешті, гори Пелопоннеса перешкоджають проведенню військових операцій у південних регіонах Греції. На додаток до цієї важкої топографії, очікується, що війська мають справу з малонаселеними регіонами, обмеженими водними ресурсами та немилосердним кліматом з високими температурами.

### Стратегія і розташування союзних сил
Гірська місцевість Греції, здається, створена для захисту, оскільки високі ланцюги Родопеса, Епіру, Пінде або гори Олімп пропонують можливості зупинити ворога. Однак захисник повинен мати достатню підтримку з повітря, щоб запобігти, щоб переходи не стали пастками для своїх військ. Крім того, якщо, здається, легко відбити окупанта, що йде з Албанії, північно-східну частину країни важче захистити від нападу з півночі.
Незважаючи на зростаючу очевидність проходження Дунаю німецькими військами в Болгарії на початку весни 1941 року, грецькі сили та Співдружність, однак, не змогли встановити цілісний фронт через розбіжності між їх відповідними командуваннями.
Греки хочуть боротися на лінії Метаксаса, лінії укріплень, побудованих у 1930-х роках уздовж греко-болгарського кордону. Таким чином, вони сподіваються скористатися природними труднощами місцевості та укріпленнями, які встановлюються, і таким чином захистити стратегічний порт Салоніки. Однак вони недооцінюють той факт, що наявні війська та обладнання є дійсно підходящими лише для символічного опору і що лінія Метаксаса вразлива до нападу збоку, здійсненого з долини Вардара і стане можливим, якщо нейтралітет Югославії буде порушений. Одержима своїм суперництвом з Болгарією і впевнена у своїх добрих відносинах з Югославами, Греція залишає свій кордон з Югославією значною мірою оголеним.
Після зустрічі в березні 1941 року в Афінах британці думають, що вони та греки повинні негайно почати займати лінію Аліакмона, яка простягається від міста Едесса з південного сходу до дельти Вардара. Перевага цієї позиції полягає в тому, що вона вимагає менше сил і що вона пропонує більше часу для підготовки оборонних позицій. Тим не менш, це також передбачає відмову майже від всієї півночі Греції, яка здається неприйнятною для греків як з політичних, так і з психологічних причин. Крім того, ліва сторона цієї лінії, ймовірно, зазнає німецьких атак з долини Монастір у Югославії. Папагос, спочатку вважає за краще чекати відповіді уряду Югославії щодо її намірів, і пропонує продовжувати займати лінію Метаксаса і не забирати свої війська з Албанії. Папагос сподівається скористатися складною місцевістю та укріпленнями, які встановили, і таким чином захистити Салоніки, що є стратегічним портом.
Хоча британці знають, наскільки слабко захищається грецький кордон, вони дозволяють грекам діяти, як їм заманеться. Діл приймає плани лінії Метаксаса, і угода була ратифікована британським урядом 7 березня. Британці, однак, не рухали своїх військ далі на північ, по лінії Метаксаса, оскільки Вілсон вважає, що його військ занадто мало, щоб утримувати такий обширний фронт. Натомість у нього є свої люди, як очікувалося, по лінії Аліакмона, з метою підтримувати зв'язок з першою грецькою армією, розташованою в Албанії, і краще протидіяти німцям у центрі Греції.
28 березня грецькі сили 12-ї та 20-ї піхотної дивізії, розміщені у Центральній Македонії, були розміщені під командуванням генерала Вілсона, який створив свій генеральний штаб на північному заході Лариси. Ново-зеландці займають позицію на півночі гори Олімп, а австралійці блокують долину Аліакмона до гір Верміон. Королівські ВПС продовжують діяти з аеродромів, розташованих в центрі та півдні країни. Британські війська майже всі моторизовані, але їх обладнання виготовлено для пустелі, а не для гірських доріг Греції. Їм не вистачає танків та зенітних батарей. Крім того, комунікаційні станції через Середземномор'я дуже вразливі, навіть якщо ВМС домінує над Егейським морем. Логістичні проблеми посилюються обмеженою доступністю на кораблях та низькою місткістю грецьких портів.
Нарешті, 5-а Югославська армія повинна захищати свій південно-східний кордон, між Кривою Паланкою та грецьким кордоном. Але коли німці готуються до нападу, югославські війська не повністю мобілізовані та не мають зброї та сучасного обладнання.

### Стратегія німецьких військ
На німецький план нападу впливає досвід битви за Францію. Він ґрунтується на гіпотезі, що після італійсько-грецького конфлікту грекам не вистачає чоловіків, щоб захистити свої кордони з Югославією та Болгарією. Залучення броньованих підрозділів безпосередньо до найслабших точок оборони повинно принести свободу маневру, необхідного для проникнення на територію противника, більше, ніж відправити піхоту спочатку, щоб взяти силою доступ до переходів. Після прориву оборонної системи Південної Югославії, лінія Метаксаса виявилася переповненою німецькими військами, що входять до Греції з Югославії. Взяття Монастіра та долини Аксіос є важливим для реалізації такої стратегії.
Переворот у Югославії приносить раптові зміни в німецькі плани. Директива № 25, отримана штабом вранці 28 березня, наказує 12-й армії перегрупуватися таким чином, щоб сила, що складається майже виключно з мобільних підрозділів була в резерві для нападу на Белград через Ніс. Увечері 5 квітня всі війська передбачені для вторгнення в Югославію та Грецію готові до дій.

## Німецьке вторгнення
6 квітня о 5:30 ранку посол Німеччини в Афінах, принц Ербах, подав ноту прем'єр-міністру Олександросу Корізісу. Німеччина оголошує, що Греція порушила нейтралітет, і як наслідок, німецькі війська увійшли до грецької території46. Німецька армія, таким чином, вторглася в Північну Грецію і одночасно починає наступ проти Югославії.

### Прорив через Югославію та взяття Салонік
У перші години 6 квітня німецька армія вторгнулася в Грецію та Югославію, і Люфтваффе починає бомбардувати Белград. Панцерний корпус XL перетинає кордон Югославії у двох точках о 5:30 ранку. В другій половині дня 7 квітня, німці входять в Скоп'є потім захоплюють Прілеп 8 квітня. Лінія залізниці між Салоніками та Белградом, одна з стратегічних цілей кампанії з перспективою відрізати Югославію від її союзників, досягнута.
Потім німці перебувають у сприятливих умовах для продовження наступу. Увечері 9 квітня генерал Георг Стамм розгортає свої сили на північ від Монастіра, готовий перетнути грецький кордон до Флоріна, Едесси та Катерині.
У той час як кілька загонів прикривають тили німецької армії у випадку нападу, розпочатотого з центру Югославії, решта 9-ї танкової дивізії рухається на захід, щоб приєднатися до італійців на албанському кордоні.
2-га танкова дивізія, також увійшла до Югославії 6 квітня, в той же час просунулася на захід через долину Струма, зустрівши досить невеликий опір армії Югославії, але затримана мінними полями та багнюкою на дорогах. Однак досягає своєї мети дня: міста Струміца. 7 квітня югославська контратака, розпочата проти північного флангу дивізії відбита, а наступного дня дивізія пройшла гори і обходить 19-ту грецьку піхотну дивізію, розташовану на південь від озера Доджран. Незважаючи на багато затримок на вузьких дорогах, загін бронетанкових транспортних засобів входить до Салонік вранці 9 квітня, не маючи бою. О 14:00, грецький генерал-лейтенант Константинос Вакалопулос та генерал-лейтенант Німеччини Веель підписали договір капітуляції Салонік. Боротьба припиняється о 16:46. Потім німецькі посланці з'являються до різних фортів лінії Meтаксаса, що ще не захоплені. Вони оголошують про капітуляцію Салонік і просять здати форти. Деякі люди відповідають, що форти не можуть здатися, але повинні бути взяті (форт Рупел), інші приймають лише припинення вогню, мало капітулюють.

### Лінія Метаксаса
Лінію Метаксаса захищає східно-македонська частина (Tμήμα Στρατıάς Ανατολικής Μακεδονίας або TΣAM), яку очолює генерал Константінос Бакопулос і складається з 7-ї, 14-ї та 17-ї піхотних дивізій, усі недостатньо оснащені. Укріплення простягаються приблизно на 170 км від річки Нестос на сході, перш ніж пролягти вздовж болгарського кордону до гір Керкіні поблизу югославського кордону. Укріплення розраховані на розміщення 200 000 чоловік, але їх захищають лише 70 000 солдатів. Через таку малу чисельність лінії оборони розширені та тонкі. Крім того, TΣAM погано оснащений протиповітряною та протитанковою обороною, більша частина цієї техніки мобілізована на албанському фронті. Єдиним підкріпленням, надісланим Бакопулосом, будуть 19-та, 12-та та 20-та дивізії Армії Центральної Македонії (TSKM), яким не вистачає людей і вони оснащені застарілою зброєю.
Німецькі війська 12-ї армії увійшли до Греції 6 квітня о 5:15 ранку, до того, як про атаку було оголошено послом Рейху. Початковий наступ альпійських стрільців проти лінії Метаксаса зустрів шалений опір греків і призвів до обмеженого успіху. У німецькому звіті, підготовленому ввечері першого дня, згадується, що німців було відкинуто до перевалу Рупель, незважаючи на інтенсивну підтримку з повітря, і що вони зазнали великих втрат. Одночасно розбомбили порт Пірей. Вибухає британський транспортний корабель Клан Фрейзер з 200 тоннами тротилу на борту. По черзі вибухають два інші кораблі з боєприпасами. Загалом під час атаки затонуло одинадцять кораблів. Пірейський порт був виведений з ладу до кінця війни.
Історик Крістофер Баклі пише: «Важкі штурми на лінії Метаксаса були відбиті з енергією відчаю… Захисники були атаковані хвилями піхоти, бомбардувалися Stukas, обстрілювалися важкою та легкою артилерією… Штурмові сили, оснащені вогнеметами, гранатами та вибуховими зарядами переважали у ближньому бою.» Після дня боїв лише два з двадцяти чотирьох фортів, що складали лінію Метаксаса, потрапили до рук німців, перш ніж були знищені.
7 квітня наступ на форти лінії Метаксаса продовжувався. Німецька армія застосувала задушливі гази для взяття трьох нових фортів. Перший, другий і третій прикордонні батальйони бригади Гебрус відступили до Туреччини, де були роззброєні. Генерал-майор резерву Іоаннес Зесес, командир бригади Гебрус, покінчив життя самогубством в Іпсалі у Східній Фракії, замість того, щоб погодитися на роззброєння 9 квітня.

### Капітуляція другої грецької армії
Увечері 8 квітня 30-й піхотний корпус досяг своєї мети: 164-а піхотна дивізія захоплює місто Ксанті, а 50-а піхотна дивізія просувається за межі Комотині. Незважаючи на сильний грецький опір, укріплення та війська навіть слабші, ніж на заході від Нестоса. З іншого боку, дороги навіть більш непрохідні, ніж у решті країни. 9 квітня Друга грецька армія беззастережно капітулювала після поразки військ на схід від Вардара.
9 квітня маршал Ліст вважав, що при швидкому просуванні мобільних підрозділів 12-а армія в сприятливому становищі, щоб дістатися до центру Греції, розчавлюючи грецькі війська, розташовані за Вардаром.

### Відступ союзників
Сили Співдружності починають займати позицію, коли надійшла звістка про вторгнення Німеччини. Результат перших боїв проти німців у Веві не є обнадійливим, і швидке просування танків у Салоніки та Прилеп на півдні Югославії сильно заважає Вілсону. Тепер він повинен зіткнутися з перспективою німецького нападу з Салонік, тоді як танки XL корпусу атакують з долини Монастір. Ця перспектива спричиняє відступ, спочатку вздовж річки Аякмон, потім в Термопіли, які німці перейшли 23 квітня.

### Веві
Вранці 10 квітня Xl танковий корпус просувається з Монастіру через долину Монастір, щоб захопити Флоріну, 13 км на південь від югославського кордону. 1-а дивізія SS Leibstandarte Adolf Hitler вступила в бій південніше і дісталася до міста Веві 11 квітня. Союзники вирішують спробувати сповільнити німецький наступ на переході Кліді, на південь від Веві.
Формування, що складається з греків та солдатів із Співдружності, і відоме як Force Mackay, зібране, як каже Вілсон, «щоб зупинити бліцкриг, що спускається на долину Флоріна». Таким чином, ця збройна сила названа на честь її лідера, генерала дивізії Івена Маккея. Підрозділи, присутні на переході Кліді, — це 19-а австралійська піхотна бригада, мінус батальйон, замінений британським батальйоном King's Royal Rifle Corps. Піхоту підтримують деякі британські та австралійські артилерійські команди та новозеландські кулеметники. Інші підрозділи, що утворюють Force Mackay, займають положення з боків і на відстані від переходу. Станом на 11 квітня три піхотні батальйони були розосереджені на 16 км фронті, зосереджені на звивистому переході з крутими стінами.
Kampfgruppe Вітта, за наказом Sturmbannführer Фріца Вітта розпочинає серію тестових атак у другій половині дня. Вони енергійно відбиваються, перш ніж стати більш агресивними з приходом ночі. Вранці 12-го тридцять сантиметрів снігу покривають пагорби, і багато солдатів союзників, розміщених на висотах, страждають від обморожень. Протягом ночі наказано відступати до лінії Аліакмона.
Німці починають свій головний напад о 8:30 ранку. Австралійські сили на західному фланзі змушені відступити, але пізніше контратакують і здобувають хребет. Однак британські війська починають відступати, думаючи, що австралійці роблять те саме. Це відкриває перехід німцям. Наприкінці дня грецький полк Додеканеса починає відходити на схід, залишаючи війська розміщеними далі на переході. Прихід німецьких танків закріплює поразку союзників у Веві. Австралійська піхота змушена до хаотичного відступу. Німці беруть 520 полонених і мають лише 37 загиблих, 95 поранених та кількох полонених.
Залишки Force Mackay перегруповуються в районі Сотіра.

### Олімп і Сервія
Вранці 14-го танкові частини 9-ї дивізії досягли Козані після жорстоких зіткнень з британськими танками та протитанковою обороною. Того ж вечора дивізія встановила міст через Аліакмон. Союзники відступають, утворюючи лінію фронту біля гори Олімп. Ця оборона складається з трьох основних елементів: сектор Платамонського тунелю, розташований між горою Олімп і морем; перехід самої гори Олімп; і перехід Сервії. Залучаючи атаки на ці три переходи, ця нова оборонна лінія пропонує більший оборонний потенціал, враховуючи невеликі наявні сили. Ці ж укріплені гірські позиції наступні три дні зупиняли наступ танків.
15 квітня Платамонський тунель був атакований німецькими моторизованими військами, які були відбиті 21-м новозеландським батальйоном полковника Макі, який також зазнав великих втрат. Пізніше того ж дня німецький бронетанковий полк атакував фланги батальйону з узбережжя та вглиб країни, але новозеландці утримали свої позиції. Отримавши підкріплення в ніч з 15 на 16, німецька піхота на світанку атакувала новозеландців, розташованих на лівому фланзі, а через кілька годин танки почали діяти вздовж узбережжя. Після цього Макі був відрізаний від будь-якого зв'язку з ротою, розташованою на його лівому фланзі, і дві інші його роти потрапили під вогонь противника в долині, вирішив наказати про відступ. Його прикриває резервна рота, розташована на хребті на південь від тунелю Платамон.
Тоді Макі мав намір створити новий фронт приблизно на 1,5 км південніше, але це виявилося непрактичним, і відступ продовжився до гирла ущелин Пене. Макі попросили зробити «необхідне, щоб не допустити ворога до ущелин до 19 квітня, навіть якщо це означатиме знищення [військ]». Макі потопив баржу, яка дозволила переправитися через річку на західному кінці ущелин, і створив нову оборонну лінію. 21-й батальйон отримав підкріплення від 2-го австралійського батальйону, а пізніше від 3-го батальйону і потім був перейменований у Force Allen на честь генерала дивізії Артура Семюеля Аллена. 5-й батальйон та 11-й батальйон розташувалися в районі села Елатія, на південний захід від ущелин, і мали на меті утримувати західний вихід з ущелин протягом 3-4 днів.
16 квітня генерал Вільсон зустрівся з генералом Папагосом, щоб повідомити йому про своє рішення відступити до Фермопіл.

### Відступ і капітуляція першої грецької армії
У міру просування німців углиб території Греції 1-ша грецька армія, що діяла в Албанії, не бажала відступати. Генерал Вілсон описує це небажання як «фетишистську доктрину, згідно з якою італійцям не можна поступатися жодним дюймом землі». Через це небажання поступитися італійцям, відступ греків не відбувся до 1 квітня. Відступ союзників до Фермопіл створив прогалину через Пінд, через яку німці могли захопити грецьку армію з тилу. Полк СС відповідає за блокування відступу греків, прямуючи на захід до Мецово, а звідти до Яніни.
Александрос Папагос, головнокомандувач грецькими арміями, закликає грецькі частини якомога швидше досягти долини Мецово, де очікується німецький наступ. 18 квітня, у день самогубства прем'єр-міністра Греції Александроса Корізіса, стали свідками запеклої битви між кількома грецькими частинами та 1-ю дивізією СС Лейбштандарт Адольфа Гітлера. Греки чинять опір, як можуть, але їм не вистачає техніки для боротьби з моторизованими підрозділами, і в кінцевому підсумку вони опиняються в оточенні й розгромлені. Німці продовжували просуватися на захід і 19 квітня захопили Яніну та перерізали останній шлях постачання грецькій армії. Тоді міжнародна преса порівняла долю грецької армії із сучасною трагедією. Тоді історик і колишній військовий кореспондент Крістофер Баклі писав, описуючи долю грецької армії, що «вона пережила справжній арістотелівський катарсис, вражаюче відчуття марності всіх зусиль і всієї людської мужності».
20 квітня командувач грецькими збройними силами в Албанії генерал Гіоргос Цолакоглу запропонував капітуляцію німцям. Британський історик Джон Кіґан пише, що Цолакоглу «проте був настільки сповнений рішучості не дати італійцям насолодитися перемогою, якої вони не заслуговували, що як тільки безнадійність ситуації стала для нього очевидною, він почав переговори з німецьким командиром дивізії СС, Зеппом Дітріхом, щоб домовитися про капітуляцію тільки з німцями». В оригінальному документі про капітуляцію італійців немає. Обурений такою ситуацією, Муссоліні наказав контратакувати греків, які щойно здалися. Їх було відкинуто, на велике збентеження Муссоліні. Протести Муссоліні до Гітлера призвели до підписання нового перемир'я 23 квітня, до якого була включена Італія. На знак визнання хоробрості, виявленої греками, солдатам дозволили повернутися додому (замість того, щоб їх тримали в таборах для військовополонених), а офіцерам дозволили залишити свою зброю.
Капітуляція Цолакоглу не була прийнята Александросом Папагосом. Коли він дізнався про існування переговорів, він наказав генералу Йоаннісу Піцикасу відправити у відставку Цолакоглу. Але кілька днів тому Піцикас вже отримав подяку від Цолакоглу.
У день капітуляції Греції болгарська армія увійшла до Греції, зайнявши північ країни, і таким чином запропонувавши Болгарії вихід до Егейського моря у Фракії та Східної Македонії. Болгарські сили не беруть участі у військових діях. Відповідно до домовленостей, укладених перед німецьким наступом, і на знак подяки за пропуск німецьких військ Німеччина дозволила Болгарії окупувати частину Греції. Територія, зайнята таким чином болгарами, простягається від Струми до демаркаційної лінії, що проходить між Александруполісом і Свіленградом на захід від Мариці. У цій географічній зоні знаходяться міста Александруполіс (Дедеагач), Комотіні (Гюмюрджинаґ), Серрес (Сяр), Ксанті, Драма і Кавала, а також острови Тасос і Самофракія. Болгарія також займає те, що сьогодні відповідає Північній Македонії та східну частину Сербії.

### Взяття островів Егейського моря
Поки німці заглиблюються на грецьку територію, 12-а армія відповідає за умиротворення Східної Македонії, Фракії та островів Егейського моря. XXX армійський корпус займає північний схід країни, а 50-а піхотна дивізія встановлюється в Салоніках, де вона залишається під час всієї кампанії. 164-ї піхотна дивізія відповідає за забезпечення узбережжя Егейського моря та займає острови. Фасос і Самофракія зайняті 16 та 19 квітня, Лімнос захоплений 25, Мітілен і Шіо впали 4 травня. Захоплення островів Егейського моря робиться без реальних труднощів, навіть якщо німецькі війська стикаються з деяким опором. Транспортування піхотних військ здійснюється на борту невеликих човнів, які німці реквізують у різних портах узбережжя, які іноді повинні подорожувати майже 100 км. Як і у селах або для певних долин, окупація проходить більш стриманно на островах. Наприклад, острів Сирос здається після короткого повітряного обстрілу: троє австрійських солдатів та офіцер входять до порту, на веслах, і піднімають прапор зі свастикою на вході.

### Фермопіли
Після виходу з переходів Сервії та Олімпу британські сили встановлюються на переході Фермопіл. Генералу Бернарду Фрейбергу наказано захищати узбережжя (ново-зеландський сектор), а Маккею захищати село Бралос (австралійський сектор). У новозеландському секторі 5-а бригада розміщується вздовж прибережної дороги, на підніжжі пагорбів на південь від Ламії та вздовж річки Сперхейо. 4-а бригада розміщена праворуч, де вона встановлює патрулі спостереження за узбережжям, а 6-а залишається в резерві. В австралійському секторі 19-а бригада (включаючи 2-й - 4-й та 1-й - 8-й батальйони) захищає Балос. 19 квітня 1-й та 5-й батальйони були розміщені під керівництвом генерала Джорджа Алана Вейсі, підкріплені 2-м - 11-м батальйонами, які прибули того ж дня та в перші години наступного дня. Тоді Фрейберг і Макей повідомили своїх підлеглих, що більше не буде відступу, обидва ігнорують дискусії щодо евакуації.
Коли відступ наказано на 23 квітня, вирішується, що кожен з двох секторів повинен утримуватися бригадою. Ці бригади, 19-а австралійська та 6-а новозеландська, повинні тримати перехід якомога довше, що бдозволило іншим підрозділам відійти. Вейсі, командир 19-ї бригади, сказав:
"Тут ми є, тут ми залишимося в ім'я Бога."
Речення, яке трактується майором бригади "Бригада, займе своє поточне оборонне положення, що б не сталося".
Німці атакують 24 квітня, стикаються з жорстоким опором, втрачають п'ятнадцять танків і зазнають значних втрат. Коли ця затримка здійснена, ар'єргард відходить на пляжі евакуації та встановлює нову оборонну лінію в Тебесі.

### Бомбардування Коринфського перешийку німецькою авіацією
Після захоплення Фермопіл, німці організовували повітряну операцію, щоб захопити мости, що перетинають Коринфський канал, з подвійною метою відрізати відступ англійців та забезпечити власне просування через перешийок.
Наступ 26 квітня проводиться 1-й дивізією німецьких десантників і зустрічає успіх, поки втрачені британські боєприпаси запалюють вибухівку, яка знищує міст і спричиняє великі втрати. Незважаючи на те, що німцям вдається побудувати тимчасовий міст за кілька годин, а 5-й танкова дивізія входить до Пелопоннеса, напад настає на кілька днів пізніше, щоб дозволити ізолювати британські війська в Центральній Греції. Однак їм вдалося ізолювати австралійців  16-ї та 17-ї бригад. У той же час, перешийок захищений, і більшість союзників починають евакуюватися з Греції  через Каламату та інші невеликі порти.

### Падіння Афін
Покинувши Фермопіли, британська армія встановлює останній фронт перед Афінами. 23 квітня король Георг II і уряд Еммануїла Цудероса евакуювали місто і сховалися на Криті. Війська 2-ї танкової дивізії зустріли невеликий опір, і 27 квітня 1941 року німецькі мотоциклетні війська увійшли в Афіни, а за ними — бронетехніка, танки і піхота. Афінське населення кілька днів очікувало приходу німців і залишалося замкненим у своїх будинках із зачиненими вікнами. Напередодні ввечері Радіо Афіни зробили таке оголошення:
«Ви слухаєте голос Греції. Греки, залишайтесь рішучими, гордими та гідними. Ви повинні показати себе гідними вашої історії. Відвага і перемога нашої армії вже визнані. Чеснота нашої справи також буде визнана. Ми чесно виконували свій обов’язок. Друзі! Майте Грецію у своїх серцях, живіть натхнені вогнем її останнього тріумфу та славою нашої армії. Греція ще буде жити і буде великою, тому що вона боролася за справедливу справу і за свободу. Брати, майте мужність і терпіння. Будьте хоробрими. Ми переможемо ці випробування, греки! Майте Грецію в серці, ви повинні бути гордими та гідними. Ми були чесним народом і хоробрими воїнами. »
Батьківщина, німецька таємна радіостанція, яка транслює свої програми з 18 квітня, піднімає градус неспокою, поширюючи тривожні чутки. «Афіняни! Не пийте воду! Смерть чекає на вас! » попереджає вона, звинувачуючи англійців у тому, що вони скинули отруту з черевним тифом у водойму Марафону.
Німецькі війська виходять прямо на Акрополь і піднімають там нацистський прапор. У наступні дні населення Афін і міжнародна преса повторили різні історії про нацистський прапор на Акрополі. За найпоширенішою версією, німці попросили евзона, відповідального за охорону грецького прапора, Константіноса Кукідіса, зняти грецький прапор із щогли та замінити його свастикою. Молодий солдат підкорився, але відмовився передати його німецькій владі, обернув його навколо свого тіла і кинувся з вершини Акрополя, що спричинило його смерть.

### Евакуація союзних військ
Після кількох дій опору на Пелопоннесі грецькі війська і війська Співдружності довелося евакуювати на Крит і в Єгипет; це операція Демон. Вільсон призначив початок евакуації на 28 квітня, але через розвиток ситуації цю дату перенесли на 24 квітня. Для проведення цієї операції союзникам був наданий великий флот: 6 крейсерів, 20 есмінців, 7 міноносців, 19 транспортних катерів і цілий флот малих кораблів. 5-та новозеландська бригада була евакуйована в ніч на 24 квітня, а 4-та новозеландська бригада перекрила вузьку дорогу, що веде до Афін. 25 квітня, у день ANZAC, близько 5500 австралійців були евакуйовані з пляжів Нафпліона на кораблях HMAS Perth, HMAS Stuart і HMAS Voyager. Евакуація 43 000 чоловік тривала до 28 квітня, але була зірвана Люфтваффе, якому вдалося потопити кілька військових транспортів, особливо вночі з 26 на 27 квітня та з 27 на 28. У Нафпліоні транспортний корабель Ulster Prince сів на мілину в ніч на 26 квітня, і Hyacinth заплутався в буксирному тросі в своєму пропелері, намагаючись звільнити Ulster Prince. Обидва були потоплені бомбардувальниками разом з транспортним Slamat і есмінцями HMS Diamond і HMS Wryneck. Німцям вдалося взяти в полон близько 8000 солдатів Співдружності або югославських солдатів, яких не вдалося евакуювати, і звільнити багатьох італійських солдатів, які потрапили в полон.
Перед тим, як залишити Грецію, були дані точні диверсійні інструкції: радіатори та батареї повинні бути розрушені, двигуни розбиті молотками, коні повинні бути вбиті та мули видані грецьким цивільним. Король повинен особисто втрутитися, щоб запобігти знищенню паливних складів, розташованих поблизу Афін, щоб не наражати на небезпеку цивільне населення.

### Битва за Крит
Після завоювання материкової Греції нацистська Німеччина вторглася на острів Крит 20 травня 1941 року. З 14 травня Люфтваффе бомбило аеропорти та порти острова. Він практично відрізаний від підкріплень, які можуть надійти з Близького Сходу|Hellenic Army General Staff|1998|texte=An Index of events in the military history of the greek nation|p=137}}. Німці використовують повітряний десант у широкомасштабній авіаційній операції. Вони націлені на три великі аеродроми острова в Малеме, Ретімно та Іракліоні. Вони зустріли несподіваний опір греків, війська Співдружності та цивільного населення. Після дня боїв жодна з цілей не була досягнута, і німці вже втратили майже 4000 чоловік. Командир Курт Студент впадає у відчай, що не може реалізувати німецькі плани, і замислюється про самогубство.
Наступного дня через поганий зв'язок і погане розуміння подій з боку командування союзників аеропорт Малеме впав. Коли Малеме було зачищено, німці висадилися тисячами, незважаючи на затримку, спричинену двома конвоями, відкинутими Королівським флотом 21 і 22 травня, і захопили всю західну частину острова. Після семи днів боїв генерали союзників зрозуміли, що німців висадилося так багато, що втрачена будь-яка надія на перемогу. До 1 червня 1941 року союзники повністю евакуювалися з Криту, і острів був повністю під контролем Німеччини. Після великих втрат, яких зазнали елітні повітряно-десантні війська, Гітлер заборонив будь-яку ідею про повітряно-десантні операції для майбутніх боїв. Пізніше генерал Курт Студент сказав, що Крит був «кладовищем німецьких десантників» і «катастрофічною перемогою».".
На Криті англійці мали 1512 офіцерів і 29 900 солдатів; у греків було 474 офіцери і 10 977 солдатів, включаючи курсантів Військової школи і Жандармської школи, а також 3-4 тис. цивільних; німці використали 22 750 солдатів і офіцерів і 1370 літаків. Німецькі втрати оцінюються в 8000 чоловік і 370 знищених або пошкоджених літаків.

### Оцінка
Швидкість просування німецьких танків через Балканські гори та ефективність німецької кампанії вразили військові штаби в усьому світі. Таким чином, битва за Грецію завершилася перемогою Німеччини, здобутою в рекордно короткий термін. Англійці не мали сил, необхідних для проведення одночасних дій у Північній Африці та на Балканах. Крім того, здається, що навіть якби вони змогли протистояти німецькому наступу, у них не було б засобів здійснити контратаку через Балкани. Серед причин, які пояснюють німецьку перемогу, деякі мають важливе значення:
- перевага німецьких військ на місцевості та їх оснащення;
- панування Німеччини в повітрі;
- недостатність британського експедиційного корпусу;
- брак засобів і людей у грецької армії;
- відсутність співпраці між британськими, грецькими та югославськими силами;
- нейтралітет Туреччини;
- швидке падіння Югославії[90].

У той же час грецькі та союзні війська чинили, на думку багатьох істориків, неймовірний опір з огляду на їхні обмежені ресурси. Історик Джон Кіган писав, що «грецька кампанія була війною джентльменів, у якій кожен супротивник віддавав і приймав честь».
Інші фактори, окрім німецької військової могутності, могли пояснити поразку Греції. Є докази, що деякі демонстрували пронацистські настрої в грецькій армії та адміністрації. Таким чином, ще до нападу Німеччини генерал Теодорос Пангалос, який уже правив Грецією диктаторським способом у 1926 році, 6 березня зв'язався з тимчасовим повіреним у справах Німеччини в Афінах. Він запропонував «путч», під час якого він мав би взяти владу, а потім приєднатися до Осі. Першим главою уряду в період окупації став генерал Цолакоглу, який очолював західно-македонську армію; а начальник афінської поліції мав фотографії з автографами Гітлера та Геббельса, які висіли поруч із фотографіями Метаксаса та короля. Нарешті, міністр оборони Пападімас дав відпустку на Великдень військам, які утримували центральний фронт, де німецький тиск був найсильнішим. Александрос Корізіс, наступник Метаксаса, нібито покінчив життя самогубством через те, що не зміг переконати свій державний апарат чинити опір нацистським військам.
Втрати Німеччини були офіційно оголошені на рівні 5000 осіб, включаючи 1100 загиблих наприкінці операції. Фактичні втрати становили, за оцінками, 11 500 осіб, у тому числі 2 500 загиблих · . Зазначається, що союзники втратили близько чверті зі своїх 58 000 чоловік, у тому числі 11 000 полоненими. Втрати Італії склали приблизно 100 000 чоловік протягом шестимісячного періоду між нею та Грецією.

## Наслідки на хід Другої Світової війни
Грецький опір став переломним моментом у ході Другої світової війни. Деякі історики, такі як Джон Кіган, вважають, що німецьке вторгнення до Греції затримало вторгнення Осі до Радянського Союзу принаймні на шість тижнів. Гітлер планував вторгнення в Радянський Союз на 15 травня 1941 року, але воно могло відбутися лише 22 червня. Ця затримка виявилася фатальною, оскільки змусила сили Осі боротися протягом російської зими. Німецька армія не змогла захопити Москву, і її просування на Кавказ було ще більше затримано. Як повідомляється, Адольф Гітлер у розмові з Лені Ріфеншталь сказав, що «якби італійці не вторглися в Грецію і не попросили нашої допомоги, війна могла б піти іншим курсом». Ми б на кілька тижнів випередили російський холод і завоювали б Ленінград і Москву. Не було б Сталінграда".
Він сказав Маннергейму 4 червня 1942 року в єдиному записі свого голосу під час приватної бесіди, що «ситуація в Греції була серйозним нещастям» для операції «Барбароса».
Інші історики, такі як Ентоні Бівор, вважають, що не опір Греції затримав вторгнення країн Осі в Радянський Союз, а радше повільне будівництво злітно-посадкових смуг у Східній Європі. Для історика Безіла Лідделла Харта причиною цієї затримки був радше несподіваний державний переворот 27 березня 1941 року в Югославії, коли країна щойно уклала пакт з Віссю, який спровокував цю відстрочку. Того ж дня Гітлер вирішив вторгнутися в Югославію, що призвело до його рішення відкласти вторгнення в Росію.
Окупація Греції країнами Осі виявилася важким і дорогим завданням. Окупація призвела до створення кількох груп опору. Вони розгорнули партизанську боротьбу проти окупантів, створили шпигунські мережі. Цей енергійний опір змусив країни Осі мобілізувати сотні тисяч солдатів у Греції, коли вони могли бути корисними в іншому місці. Можна було помітити певні акти опору, такі як викрадення нацистського прапора, що майорів на Акрополі Манолісом Глезосом і Апостолосом Сантасом, або знищення залізничного мосту в ущелинах Горгопотамосу. Грецькі мирні жителі зазнали жахливих труднощів, спричинених жорстокою окупацією. За даними російського історика Вадима Ерлікмана, Греція втратила 435 000 жителів між 1940 і 1945 роками.
З іншого боку, рішення направити британські війська до Греції було засуджено деякими військовослужбовцями, обізнаними з ситуацією в Середземному морі, у тому числі генералом Фредді де Генганом із загальновійськового штабу у Каїрі. Генерал Алан Брук назвав цей захід «справжньою стратегічною помилкою», оскільки він позбавив Арчібальда Вейвелла сил, необхідних для його завоювання Лівії після операції «Компас», або щоб запобігти просуванню Ервіна Роммеля та Африканського корпусу. По суті, це продовжило північноафриканську кампанію, яка могла бути завершена в 1941 році.
Наприкінці битви за Грецію країна була змушена вийти з конфлікту та була розділена на три зони окупації між німцями, болгарами та італійцями, до капітуляції Італії в 1943 році, а потім із виведенням німецьких військ у жовтні 1944 р.

## Вшанування грецького опору
Грецький опір отримав значну пошану від німецьких чиновників. Вільгельм Кейтель, верховний головнокомандувач німецьких збройних сил, сказав під час Нюрнберзького процесу: «Неймовірний опір греків затримав німецький наступ проти Росії на життєво важливий місяць або два; без цієї затримки результат війни був би іншим на Східному фронті та для війни загалом.». Адольф Гітлер наказав не брати греків у полон, а тих, хто потрапив, негайно звільнити на знак поваги до їх хоробрості.
Гітлер у промові перед Рейхстагом у 1941 році сказав про кампанію: «треба сказати, заради історичної правди, що серед усіх наших супротивників тільки греки билися з такою мужністю». У щоденнику Йозефа Геббельса на сторінці від 9 квітня 1941 року можна прочитати: «Я забороняю пресі недооцінювати Грецію, зневажати її… Фюрер захоплюється хоробрістю греків».
Грецький опір також отримав вшанування від решти світу. Кажуть, що Вінстон Черчилль сказав: «Ми не скажемо, що греки воюють як герої, а що герої воюють як греки». Американський президент Франклін Рузвельт сказав, що «всі вільні народи дуже вражені мужністю та стійкістю грецької нації… яка так хоробро захищає себе». Йосип Сталін у відкритому листі, прочитаному по Радіо Москва, сказав, що «російський народ буде вічно вдячний грекам за те, що вони так довго затримували німецьку армію до настання зими, і тому нам виділили дорогоцінний час, необхідний для підготовки. Ніколи не забудемо».

## Хід операції
Вторгнення в Грецію розпочалося одночасно із вторгненням в Югославію. Проти 430 тис. солдатів і офіцерів грецької армії і британського корпусу Німеччина виставила угруповання в 680 тис. чоловік.
Греки перш за все, оборонялися біля кордону Болгарії, з території якої рухалися німці. Після кількох днів запеклих боїв частин вермахту вдалося прорвати фронт через південно-східний край Югославії. 9 квітня 1941 року німці підійшли до Салонік. 11 квітня стався великий бій між дивізією СС «Адольф Гітлер» і британськими танкістами. І все ж загальна картина складалася на користь Німеччини. Британцям довелося відступати по гірських перевалах. Танки і вантажівки в поспіху кидали або знищували. Разом з британцями і греками через Грецію йшла розгромлена югославська армія. Відступаючі на південь військові колони піддавалися нальотам люфтваффе. Того разу літаки Messerschmitt під командуванням генерала Ріхтгофена переграли ескадрильї Королівських ВПС. Ті ж німецькі льотчики, яких вдавалося збити, наштовхувалися на вкрай жорстоке поводження грецьких селян.
17 квітня 1941 року капітулювала Югославія. А 18-го, після рішення грецького уряду і короля Георга II евакуюватися на Крит, а потім на контрольований британцями Кіпр, голова уряду Коризис, усвідомлюючи приреченість Греції, покінчив життя самогубством.
Новий прем'єр Еммануїл Цудерос зажадав від командування армії продовжити опір. Але серед грецького генералітету вже розвинулися настрої поразки. Військова верхівка почала тиснути на уряд, підштовхуючи міністрів до мирних переговорів з Німеччиною. Відбувся військовий заколот, в результаті якого лояльний вліді командувач був замінений на генерала Георгіоса Цолакоглу. 21 квітня 1941 року в порушення рішення уряду він підписав в Ларисі за Грецію акт про капітуляцію. Але оскільки Цолакоглу не мав на це законних повноважень, капітуляція зізнавалася багатьма греками. Незважаючи на свою поразку у війні з греками, італійці висловили протест з приводу того, що капітуляція була підписана без них. Фюрер не відмовив своїм союзникам, замінивши представника Німеччини на церемонії капітуляції. Документ переробили і заново підписали в Салоніках 23 квітня 1941-го. 16 грецьких дивізій склали зброю.
24 квітня німецькі гірські стрілки взяли Фермопіли, 26-го парашутисти захопили Коринф, 27-го німецькі танки увійшли до Афін. Тим часом британці повним ходом вели евакуацію своїх частин із портів Аттики та Пелопоннесу на Крит та до Єгипту. Навантаження на кораблі відбувалося під бомбардуванням. Втрати британців убитими, пораненими та полоненими становили до 16 тис. осіб. Німецька авіація переслідувала британські кораблі і в Егейському морі.

## Літуратура
- Barber, Laurie; Tonkin-Covell, John (1990). Freyberg: Churchill's Salamander. Hutchinson. ISBN 978-1-86941-052-0.
- Bitzes, John (1989). Greece in World War II: To April 1941. Sunflower University Press. ISBN 978-0-89745-093-5.
- Bosworth, R. J. B. (2002). Mussolini. London: Hodder Arnold. ISBN 978-0-340-73144-4.
- Churchill, Winston (1974). Rhodes James, Robert (ред.). His Complete Speeches, 1897–1963. Chelsea House Publisher. ISBN 978-0-8352-0693-8.
- Ciano, Galeazzo (1946). The Ciano Diaries, 1939–1943: The Complete, Unabridged Diaries of Count Galeazzo Ciano, Italian Minister for Foreign Affairs, 1936–1943. Doubleday. OCLC 245645.
- Ėrlikhman, Vadim (1946). The Ciano Diaries: the Complete, Unabridged Diaries of Count Galeazzo Ciano, Italian Minister for Foreign Affairs, 1936–1943. Doubleday. OCLC 245645.
- Goebbels, Joseph (1982). Diaries, 1939–41. transl Fred Taylor. Hamish Hamilton. ISBN 978-0-241-10893-2.
- Hitler, Adolf (1981). Hitlers politisches Testament. Die Bormann Diktate vom Februar und April 1945 [Hitler's political testament. The Bormann dictations from February and April 1945] (German) . Hamburg: Albrecht Knaus. ISBN 978-3-81355-111-2.